# Girolamo Brunelli
Girolamo Brunelli (Montalcino, 1549 – Roma, 22 febbraio 1613) è stato un insegnante e traduttore italiano.

## Biografia
Girolamo Gianni Ballistreri Brunelli nacque a Montalcino nell'agosto 1549. Entrò all'età di quindici anni nella Compagnia di Gesù, prendendo i voti il 2 aprile 1565. Cultore delle lingue classiche e dell'ebraico, passò gran parte della sua vita presso il collegio gesuitico di Roma, dove fu con tutta probabilità studente e, in seguito, insegnante di latino, greco ed ebraicoper tanti anni.
Nel 1581 doveva avere nel collegio un qualche incarico, dato che vi pronunciò l'orazione funebre per il nobile e giovane collegiale Girolamo Pinadelli. Nel 1585, poco dopo aver preso i voti definitivi (1º novembre 1584), gli era stata assegnata sia la cattedra di greco sia quella di ebraico. Anni dopo, fino al 1606, occupò ufficialmente la sola cattedra di lingua ebraica, anche se è molto probabile che continuasse a insegnare le lingue classiche, soprattutto il greco, verso il quale erano prevalentemente rivolte le sue attenzioni di studioso. Infatti, non ci è pervenuta alcuna testimonianza riguardo una sua attività di ebraista. Durante la sua vita si dedicò invece operosamente alla traduzione e all'edizione di scritti di autori greci, sia sacri sia profani, per uso scolastico.
Morì a Roma, nel Collegio Romano, il 22 febbraio 1613.

## Opere
Come già detto, egli si dedicò alla traduzione e all'edizione di scritti di autori greci. Delle sue numerose traduzioni dal greco in latino ci resta ben poco se non: quella di alcune omelie di San Giovanni Crisostomo De precatione Orationes II, In sanctos duodecim Apostolos, Qui sibi ipsi non facit iniuriam, laedi ab ullo non posse; e quella di un brano dei Rerum gestarum libri, nella quale Ammiano Marcellino riporta la traduzione greca dei geroglifici dell'obelisco lateranense. Di una sua traduzione, andata perduta, della Catena in Ezechielem prophetam si servirono Juan Prado e Juan Bautista de Villalpando nei loro In Ezechielem explanationes et apparatus. Dubbiosa è infine l'attribuzione della traduzione in latino di sei omelie di San Basilio, comparsa, col testo greco a fronte, nel primo volume del Sanctorum Patrum orationum selectarum (1594): secondo l'Ittig esse devono attribuirsi non a Pomponio, ma al Brunelli. Certo è che l'edizione del senese Pomponio è fortemente dipendente dalle Sanctorum Patrum orationum et epistularum del Brunelli, tanto da riprodurne la prefazione: «Graecarum litterarum studiosis adulescentibus Hieronymus Brunellus...». Con molte probabilità i due lavorarono insieme alla traduzione, in modo che il secondo volume dell'opera Sanctorum Patrum orationum et epistularum (1607) rappresentasse anche nel titolo la continuazione dell'opera iniziata dal Brunelli nel 1585.
Scrisse anche varie antologie di testi greci come: Sanctorum Patrum orationum et epistularum selectarum volumen primum (1585); Selecta quaedam e Xenophontis operibus (1588); Gregorii Nazanzieni Carmina selecta. Cyrilli Alexandrini (1590); Anacreontis, S. Gregorii Theologi, Synesii et Clementis carmina selecta (1599). Preparò inoltre il testo dell'omelia di San Timoteo d'Antiochia In crucem et in transfigurationem Domini nostri Iesu Christi.